# 中野小次郎
中野 小次郎（なかの こじろう、1999年3月5日 - ）は、徳島県徳島市出身のプロサッカー選手。Jリーグ・北海道コンサドーレ札幌所属。ポジションはゴールキーパー（GK）。

## 来歴
徳島県出身で徳島ヴォルティスのユースに在籍し、トップチームの昇格の可能性もあったが見送られて法政大学に進学。身長が2メートルを超える大型キーパーとして期待されて世代別代表にも選出され、3年時に北海道コンサドーレ札幌に加入が内定した。2020年9月28日、特別指定選手として第19節のヴィッセル神戸戦でJ1デビュー。しかし4失点をしてしまい、ほろ苦いデビューとなった。
2021年より法政大学から札幌に加入した。開幕直後は菅野孝憲の控え(第2GK)だったが、3月17日に行われた第5節の浦和レッズ戦でプロ入り後初先発を果たした。続く第6節神戸戦でも先発出場を果たしたが、4失点を屈し敗北。以降は再び菅野の控えに戻った。
2022年11月25日、ツエーゲン金沢への期限付き移籍が発表された。2023年5⽉3⽇の栃木SC戦で右⺟指末節⾻⾻折で全治6週間の怪我を負った。10月29日の町田ゼルビア戦で復帰したが、シーズン3試合の出場にとどまった。
2024年1月5日、期限付き移籍期間満了に伴い札幌への復帰が発表された。

## 所属クラブ
- USFC[8]
- 徳島ヴォルティスJrユース（徳島市徳島中学校[8]）
- 徳島ヴォルティスユース（徳島市立高等学校[8]）
  - 2016年 徳島ヴォルティス (2種登録選手)
- 法政大学[9]
  - 2020年 北海道コンサドーレ札幌（特別指定選手）
- 2021年 - 北海道コンサドーレ札幌
  - 2023年  ツエーゲン金沢 （期限付き移籍）

## 個人成績
| 国内大会個人成績 | 国内大会個人成績 | 国内大会個人成績 | 国内大会個人成績 | 国内大会個人成績 | 国内大会個人成績 | 国内大会個人成績 | 国内大会個人成績 | 国内大会個人成績 | 国内大会個人成績 | 国内大会個人成績 | 国内大会個人成績 |
| 年度             | クラブ           | 背番号           | リーグ           | リーグ戦         | リーグ戦         | リーグ杯         | リーグ杯         | オープン杯       | オープン杯       | 期間通算         | 期間通算         |
| 年度             | クラブ           | 背番号           | リーグ           | 出場             | 得点             | 出場             | 得点             | 出場             | 得点             | 出場             | 得点             |
| 日本             | 日本             | 日本             | 日本             | リーグ戦         | リーグ戦         | リーグ杯         | リーグ杯         | 天皇杯           | 天皇杯           | 期間通算         | 期間通算         |
| ---------------- | ---------------- | ---------------- | ---------------- | ---------------- | ---------------- | ---------------- | ---------------- | ---------------- | ---------------- | ---------------- | ---------------- |
| 2019             | 法政大           | 1                | -                | -                | -                | -                | -                | 4                | 0                | 4                | 0                |
| 2020             | 札幌             | 34               | J1               | 5                | 0                | 0                | 0                | -                | -                | 5                | 0                |
| 2021             | 札幌             | 34               | J1               | 2                | 0                | 1                | 0                | 2                | 0                | 5                | 0                |
| 2022             | 札幌             | 34               | J1               | 6                | 0                | 5                | 0                | 0                | 0                | 11               | 0                |
| 2023             | 金沢             | 21               | J2               | 3                | 0                | -                | -                | 0                | 0                | 3                | 0                |
| 2024             | 札幌             | 34               | J1               | 0                | 0                | 2                | 0                | 1                | 0                | 3                | 0                |
| 2025             | 札幌             | 21               | J2               |                  |                  |                  |                  |                  |                  |                  |                  |
| 通算             | 日本             | 日本             | J1               | 13               | 0                | 8                | 0                | 3                | 0                | 24               | 0                |
| 通算             | 日本             | 日本             | J2               | 3                | 0                | 0                | 0                | 0                | 0                | 3                | 0                |
| 通算             | 日本             | 日本             | 他               | -                | -                | -                | -                | 4                | 0                | 4                | 0                |
| 総通算           | 総通算           | 総通算           | 総通算           | 16               | 0                | 8                | 0                | 7                | 0                | 31               | 0                |

- 2016年 2種登録選手としての公式戦出場は無し
- 2020年 特別指定選手として出場

- Jリーグ初出場 - 2020年9月26日 J1 第19節 ヴィッセル神戸戦（ノエスタ）

## 代表歴
- U-18日本代表
  - カタール遠征（2017年）
- U-19日本代表
  - スペイン遠征（2018年）